# Art Williams
Arthur T. „Art” Williams, znany także jako Hambone Williams (ur. 29 września 1939 w Bonham, zm. 27 września 2018 w San Diego) – amerykański koszykarz, występujący na pozycji rozgrywającego, mistrz NBA z 1974.

## Osiągnięcia
Na podstawie, o ile nie zaznaczono inaczej.
NCAA
- Uczestnik rozgrywek Sweet 16 turnieju NCAA (1962)

NBA
- Mistrz NBA (1974)[2]